# Dannii (альбом)
| Оценки критиков | Оценки критиков |
| Источник        | Оценка          |
| --------------- | --------------- |
| AllMusic        | [ 2 ]           |

Dannii — дебютный альбом австралийской певицы Данни Миноуг, выпущеный лейблом Mushroom Records в октябре 1990 года только для австралийского рынка. В Японии альбом был выпущен лейблом Alpha Records в апреле 1991 года под названием Party Jam, а затем переиздан в Европе и Японии с несколько изменённым составом композиций под названием Love and Kisses.

## Трек-лист
| №                   | Название                         | Автор(ы)                              | Длительность |
| ------------------- | -------------------------------- | ------------------------------------- | ------------ |
| 1.                  | «Party Jam»                      | Vincent Bell, Eric Isles, Alvin Moody | 4:58         |
| 2.                  | «Call to Your Heart»             | Tony Adderly, Moody                   | 6:00         |
| 3.                  | «So Hard to Forget»              | Trevor Gale, Kenni Hairston           | 5:15         |
| 4.                  | «Love and Kisses» (Original mix) | Moody                                 | 3:44         |
| 5.                  | «Work»                           | Bell, Isles, Moody                    | 4:26         |
| 6.                  | «Love Traffic»                   | Kylie Minogue, Moody                  | 5:59         |
| 7.                  | «Success» (Original mix)         | Dannii Minogue, Moody                 | 5:32         |
| 8.                  | «I Don't Wanna Take This Pain»   | Bell, Isles, Moody                    | 4:51         |
| 9.                  | «Attitude»                       | Moody                                 | 5:08         |
| 10.                 | «True Lovers» (Original mix)     | Bell, Moody                           | 4:23         |
| Общая длительность: | Общая длительность:              | Общая длительность:                   | 50:16        |

Примечания
- «Love and Kisses» (Dancin' Danny D 7" Mix) использована в японском релизе.

## Чарты
| Диаграмма (1990)             | Найв. позиция |
| ---------------------------- | ------------- |
| Австралийские альбомы (ARIA) | 24            |

## История релизов
| Страна    | Дата выпуска    | Формат  | Номер по кат. |
| --------- | --------------- | ------- | ------------- |
| Австралия | Октябрь 1990 г. | CD      | ТВД93333      |
| Австралия | Октябрь 1990 г. | Винил   | ТВТ93333      |
| Австралия | Октябрь 1990 г. | Кассета | ТВЦ93333      |